# Gmina Lipce Reymontowskie
Die Gmina Lipce Reymontowskie ist eine Landgemeinde im Powiat Skierniewicki der Woiwodschaft Łódź in Polen. Ihr Sitz ist das gleichnamige Dorf.

## Gliederung
Zur Landgemeinde Lipce Reymontowskie gehören neun Dörfer mit einem Schulzenamt:
Chlebów
Drzewce
Lipce Reymontowskie
Mszadla
Retniowiec
Siciska
Wola Drzewiecka
Wólka Krosnowska
Wólka-Podlesie